# Anidrose
Anidrose é uma doença da pele em que há redução ou ausência da secreção de suor.

## Causas
Pode ser causada pode baixa atividade do sistema nervoso simpático. As glândulas sudoríparas écrinas são inervadas pelos receptores colinérgicos muscarínicos. Desta maneira, os medicamentos antimuscarínicos podem causar anidrose.